# Пелерина из Молда

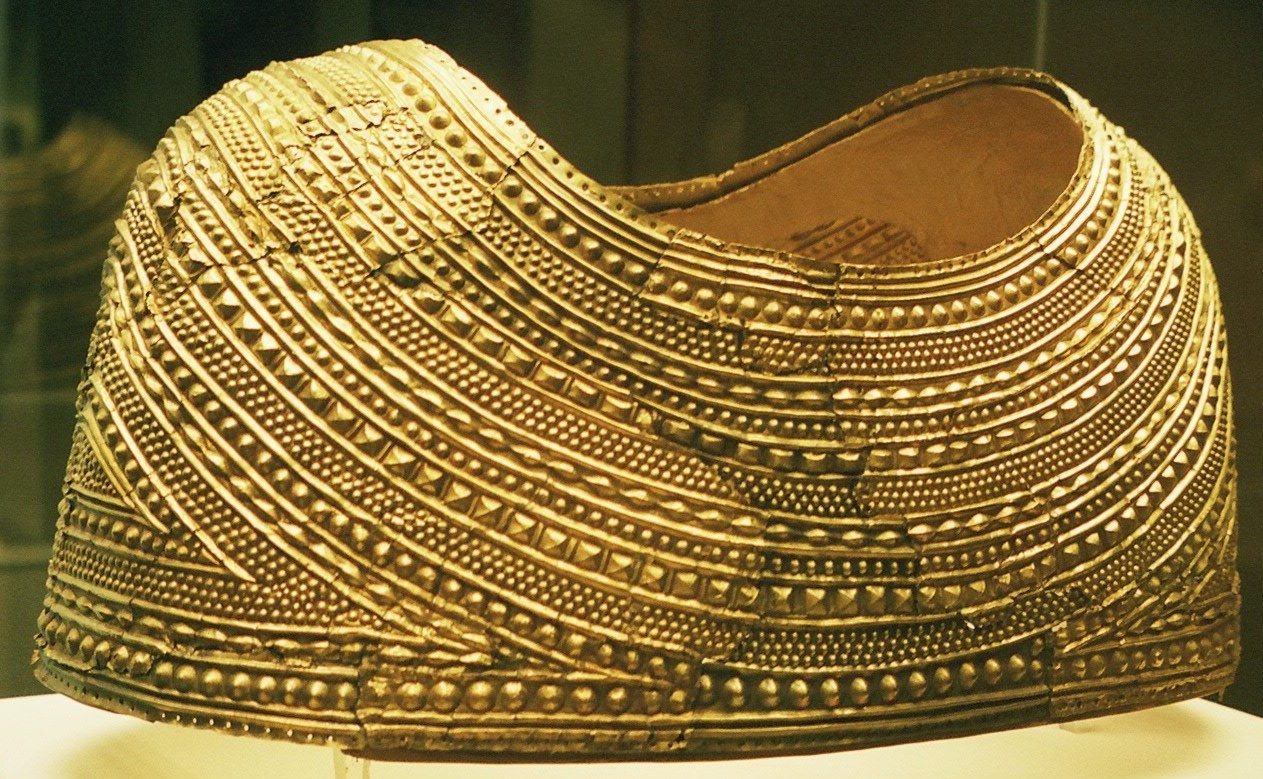
Пелерина из Молда, Британский музей

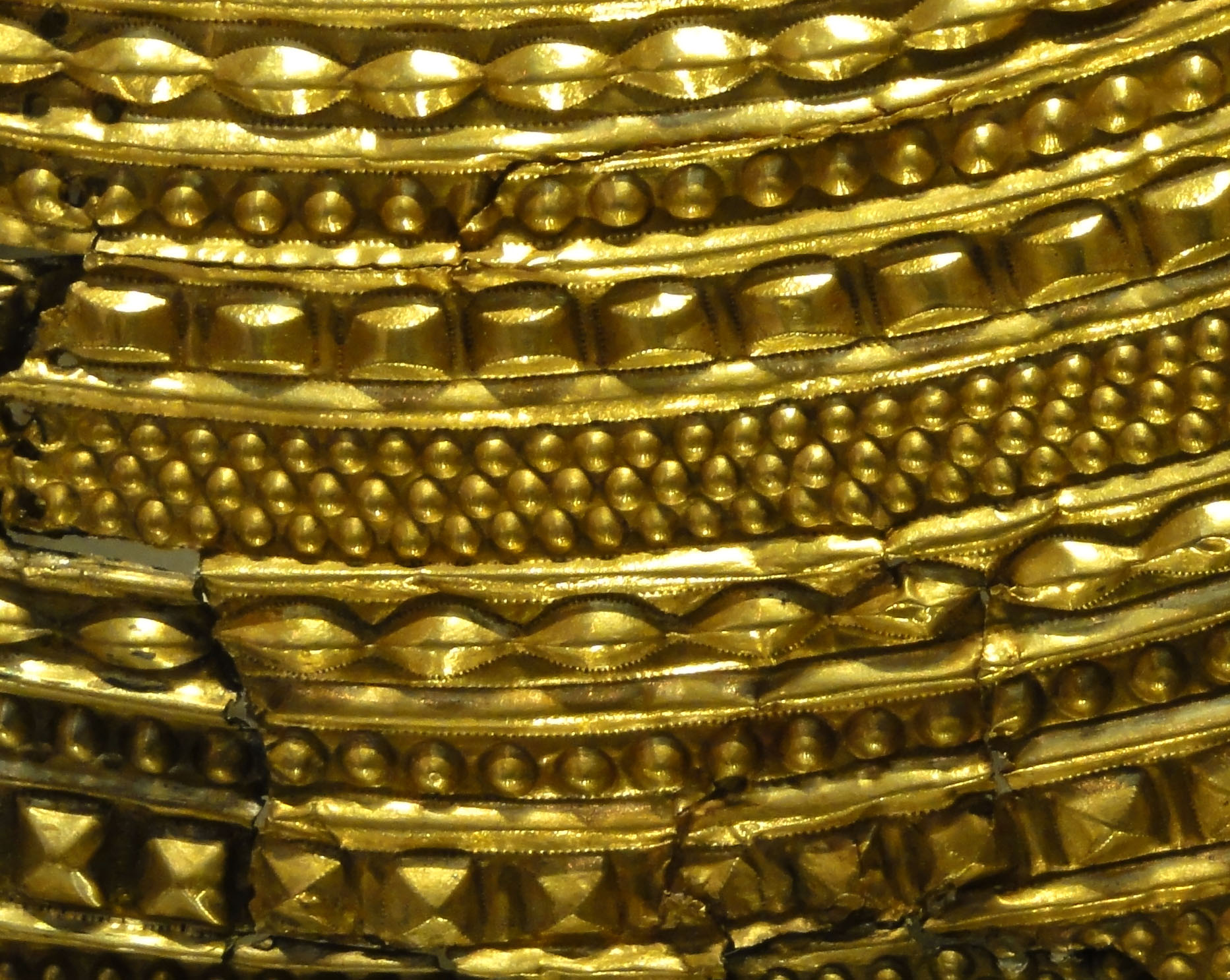
Детальное изображение, показывающее декоративные полосы и отметки инструментов.

Пелерина из Молда (англ. Mold cape) представляет собой изделие из цельного листа золота, датируемое примерно 1900—1600 гг. до н. э. Относится к бронзовому веку Европы. Обнаружена в городе Молд, графство Флинтшир, северный Уэльс, в 1833 году. По-видимому, представляла собой часть церемониального одеяния. Хранится в Британском музее.

## Открытие
Золотую пелерину обнаружили в 1833 г. рабочие.
Она находилась в могильном кургане бронзового века на пустыре под названием Bryn yr Ellyllon, «холм сказочных существ». Пелерина была надета на тело погребённого в грубом каменном саркофаге в кургане. Сохранились отдельные фрагменты скелета, а сама пелерина была серьёзно повреждена. Первоначально на покойном были надеты янтарные бусы, всего около 200—300 бусинок в несколько рядов, однако из них сохранилась лишь единственная бусина, которая хранится в Британском музее. Вместе с пелериной были найдены остатки грубой ткани и 16 фрагментов листовой бронзы, которые, по-видимому, представляли собой основание пелерины: местами золотые листы были прикреплены к бронзе заклёпками. Кроме того, среди артефактов были обнаружены две золотых полосы. Погребальная урна с большим количеством остатков сожжённых костей и пепла находилась в 0,6-0,9 м от могилы.
Ширина пелерины составляет 458 мм. Она была предназначена для человека очень субтильного телосложения, и хотя пол погребённого достоверно не известен, сопутствующие находки, при сравнении с материалами в аналогичных погребениях, указывают на то, что это с большой вероятностью была женщина.

## Реставрация
Поскольку подкладка пелерины сгнила, пелерина развалилась в руках нашедших. Куски её разошлись среди нескольких людей. Хотя в 1836 г. Британский музей приобрёл большую часть из них, в течение последующих лет по одному находились дополнительные мелкие фрагменты, которые присоединялись к восстанавливаемой пелерине.
Позднее благодаря подробному изучению и реставрации была восстановлена форма всей пелерины, которую одно время неверно считали нагрудным украшением лошади. При этом выяснилось, что в могиле находился другой объект меньшего размера подобного же чеканного стиля. В настоящее время пелерина смонтирована на куске ткани.

## Параллели в других культурах
В английском регионе Уэссекс в бронзовом веке существовала Уэссекская культура, при которой завершилось сооружение Стоунхенджа, и которая известна богатством погребальных даров, в особенности исключительными золотыми изделиями, найденными примерно в 15 % могил данной культуры. Пятнадцать золотых изделий найдено в Уэссексе — для сравнения, всего пять подобных изделий было найдено в четырёх других графствах — Корнуолл, Девоншир, Эссекс и Норфолк — при полном отсутствии подобных изделий на всей остальной территории Англии. Предполагается, что большинство изделий уэссекской культуры происходят из одной мастерской, или даже одного мастера. Молдская пелерина — единственное изделие бронзового века Западной Европы, которое могло бы посоперничать по богатству с изделиями Уэссекской культуры; при этом декоративные мотивы пелерины совершенно непохожи на уэссекские.
В молдской пелерине заметно влияние как местных, так и континентальных традиций. Подобные декоративные мотивы можно обнаружить на других металлических изделиях бронзового века, например, на кубке из Ронжера (Rongères) на востоке Франции (который, по-видимому, происходит из Центральной Европы), а также на линзообразных рельефах из Мигдейлского клада (Сазерленд, Шотландия) и на бронзовых браслетах из Аргилла в Шотландии. Этот мотив длительное время использовался в Шотландии.
Пелерина из Молда хронологически являются последним из важных ювелирных изделий из листового золота 2 тысячелетия до н. э. После этого наблюдается переход к массивным золотым изделиям.